# Dragongården

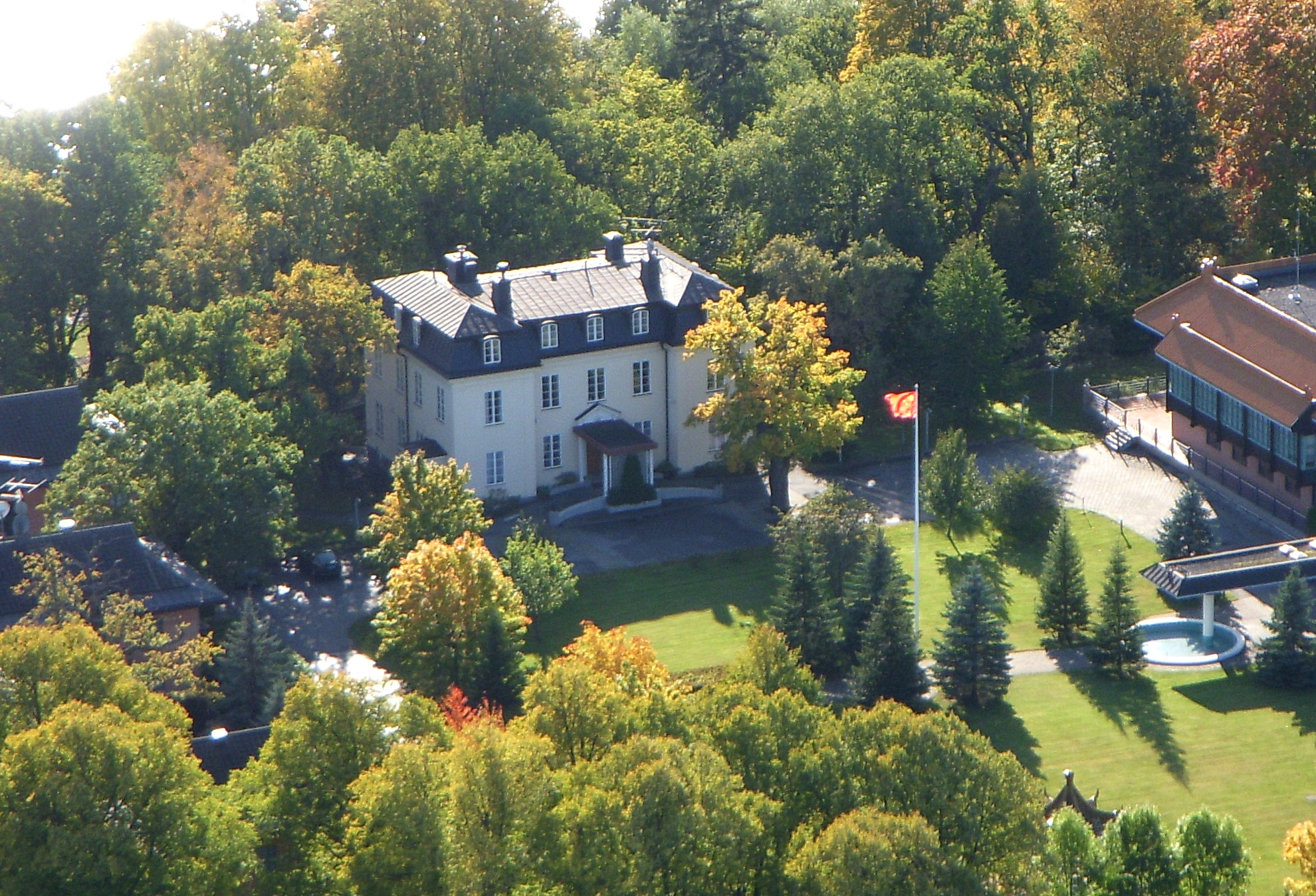
Dragongårdens huvudbyggnad på Kinas ambassadområde, vy fån Kaknästornet, 2009.

Dragongården består av flera byggnader belägna på Gärdet i Stockholm. Namnet härrör från tidigare Livregementets dragoner som hade regementets kansli i huvudbyggnaden. Sedan 1990-talet disponeras Dragongårdens huvudbyggnad av Kinas ambassad i Stockholm, medan Dragongårdens annex hyrs ut av Statens fastighetsverk.

## Huvudbyggnad

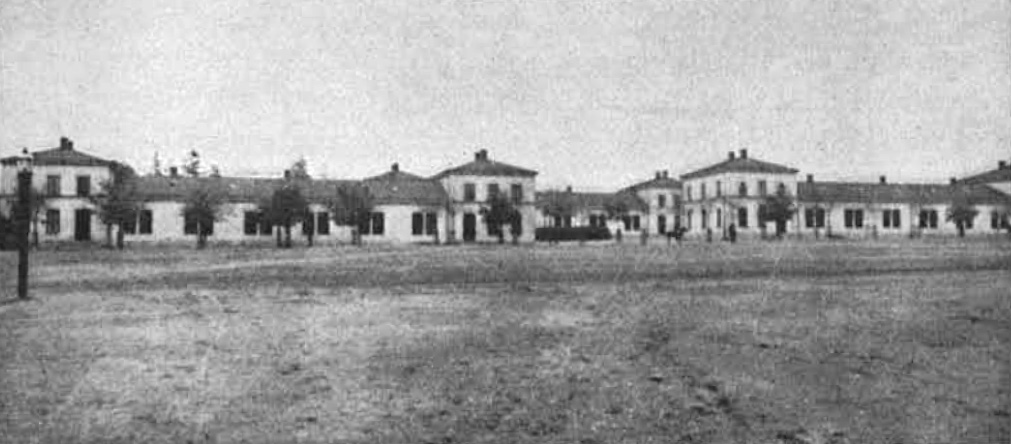
De tidigare kasernerna

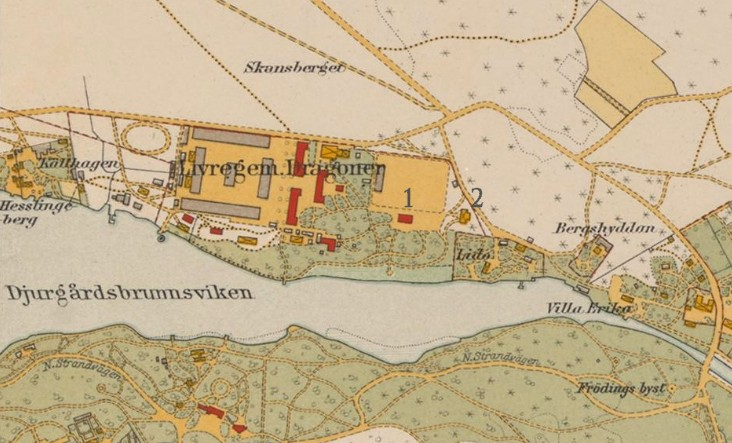
Området på 1920-talet.
1 Dragongården, 2 Annexet.

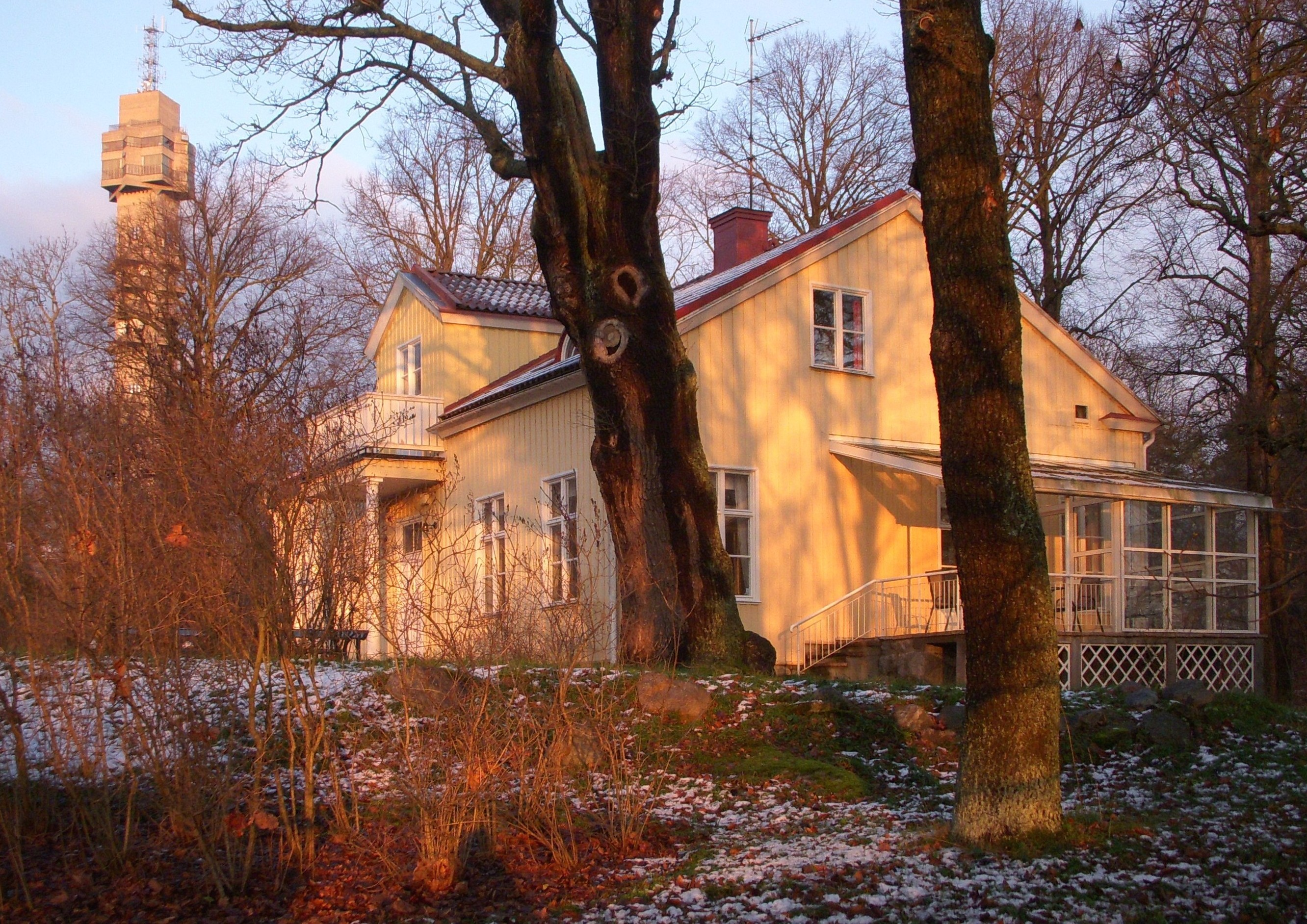
Dragongårdens annex i december 2011, i bakgrunden syns Kaknästornet.

Dragongårdens huvudbyggnad uppfördes 1879-1881 efter ritningar av Ernst Jacobsson, han var även ansvarig arkitekt för Livgardets kaserner som numera är rivna. Byggnaden är formgiven i två våningar med vindsvåning, uppförd i sten och med putsade fasader. 
Efter regementets nedläggning 1927 användes området först för Stockholmsutställningen 1930 och därefter för museiändamål. Dragongården var under många år hem för familjen Folke Bernadotte. Folke Bernadotte mördades under sitt medlaruppdrag i Brittiska Palestinamandatet 1948, men den efterlevande familjen bodde kvar i byggnaden till mitten av 1970-talet. Senare inrymde Dragongården lokaler för Byggnadsstyrelsen och Marknadsdomstolen. När Kinas ambassad uppförde sina nya byggnader på området under 1990-talet integrerades Dragongården helt i anläggningens gårdsbildning och blev residens för Kinas ambassadör i Stockholm.

## Annexet
Dragongårdens annex är det gulmålade 1 ½-planshuset öster om huvudbyggnaden, beläget utanför ambassadtomten. Huset uppfördes 1895 ursprungligen som marketenteri för Livregementets dragoner. Det har senare varit garage och chaufförsbostad. Under slutet av 1900-talet har huset bland annat fungerat som kursgård. För närvarande (2011) står byggnaden utan hyresgäster och i väntan på upprustning.